# Most Łaciński

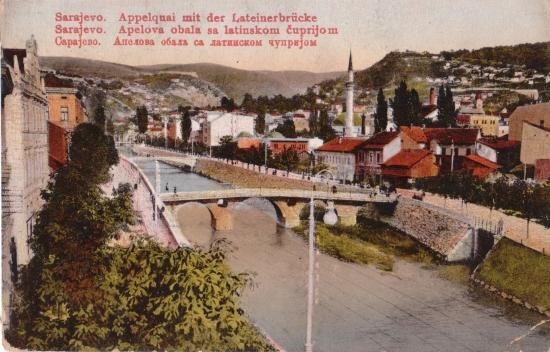
Most Łaciński, 1913

Most Łaciński (bośn. Latinska ćuprija) – osmański most na rzece Miljacka w Sarajewie w Bośni i Hercegowinie. Północny kraniec mostu był miejscem zamachu na austriackiego następcę tronu arcyksięcia Franciszka Ferdynanda Habsburga 28 czerwca 1914 roku; uznawanego za bezpośrednią przyczynę wybuchu pierwszej wojny światowej.

## Historia
Nazwa mostu pochodzi od nazwy dzielnicy Latinluk (pol. Dzielnica Łacińska), którą w okresie panowania osmańskiego zamieszkiwali chrześcijańscy Chorwaci. Most został ufundowany przez kupca Abdullaha Agę Brigę w 1798 roku w miejscu poprzedniego mostu drewnianego (z 1541 roku) i kolejnego kamiennego (z 1565 roku), zniszczonego podczas powodzi na początku XVIII wieku. Po wojnie światowej most nazwano imieniem Principa – zamachowca, który zastrzelił arcyksięcia Ferdynanda. Po zakończeniu wojny w Bośni i Hercegowinie most odzyskał historyczną nazwę.